# بیماری لترر–زیوه
بیماری لترر-زیوه (آلمانی: Letterer-Siwe Krankheit) یکی از چهار سندرم بالینی «هیستوسیتوز سلول لانگرهانس» (LCH) است.
این بیماری ۱۰٪ از موارد هیستوسیتوز سلول لانگرهانس را شامل می‌شود و شدیدترین فرم آن است. شیوع تخمینی آن ۱:۵۰۰٬۰۰۰ بوده و تقریباً منحصراً در کودکان کمتر از ۳ سال دیده می‌شود.
این بیماری نام خود را از دو پزشک آلمانی به نام‌های «اریش لترر» و «اشتوره آ. زیوه» می‌گیرد.

## علائم بالینی
تظاهرات بالینی بیماری شامل ضایعات پوستی، ترشحات گوش، لنفادنوپاتی، ضایعات استخوانی و هپاتواسپلنومگالی (بزرگ شدن کبد و طحال) است. ضایعات جلدی، پوسته‌دهنده است و نواحی پوست سر، مجاری گوش‌ها و شکم را درگیر می‌کند.

## پیش‌آگهی
این بیماری کشنده است و میزان بقای ۵ سالهٔ آن در حدود ۵۰٪ است. کاهش پلاکت‌های خون یکی از نشانه‌های وخامت بیماری است.